# Utarō Hashimoto
Hashimoto Utaro (橋本宇太郎?) (27 de febrero de 1907, Osaka, Japón—24 de julio de 1994, Japón) fue un jugador de go profesional.

## Biografía
Hashimoto se hizo profesional en 1922 cuando tenía 15 años. Ganó el Honinbo 3 veces antes de promocionar a 9 dan en 1954. Fundó en 1950 la Kansai Ki-In.

## Campeonatos y subcampeonatos
| Título                  | Años ganado      |
| ----------------------- | ---------------- |
| Actuales                | 13               |
| Honinbo                 | 1943, 1950, 1951 |
| Judan                   | 1962, 1971       |
| Oza                     | 1953, 1955, 1956 |
| Copa NHK                | 1956, 1963       |
| Campeonato Kansai Ki-In | 1968, 1969, 1980 |
| Extintos                | 1                |
| Campeonato Hayago       | 1970             |

| Título            | Años perdido |
| ----------------- | ------------ |
| Actuales          | 8            |
| Kisei             | 1977         |
| Honinbo           | 1945, 1952   |
| Judan             | 1963, 1972   |
| Oza               | 1971, 1972   |
| Copa NHK          | 1962         |
| Extintos          | 1            |
| Campeonato Hayago | 1971         |